# Медведев, Павел Николаевич (адмирал)
Павел Николаевич Медведев (28 января 1922 — 2 ноября 1987) — политический работник советских Вооружённых Сил, адмирал.

## Биография
Родился 28 января 1922 года в деревне Доброе Поле, ныне Сальновского сельсовета Хомутовского района Курской области Россия.
В 1940 году окончил педагогическое училище в городе Севске Брянской области.
С августа 1941 года в рядах Красной армии, с июня 1942 года — курсант 44-го батальона связи, город Петропавловск, с 1942 года — курсант Харьковского военного пехотного училища в городе Намангане Узбекской ССР.
С 1943 года — комсорг 516-го стрелкового полка 107-й стрелковой дивизии Воронежского фронта, помощник по комсомолу начальника политотдела: с 1944 года — 93-й гвардейской стрелковой дивизии Степного и 2-го Украинского, затем — 33-го стрелкового корпуса 2-го и 3-го Украинских фронтов.
1946—1948 гг.: с июля — помощник по комсомолу начальника политотдела Учебного отряда Черноморского флота; с марта 1948 г. — слушатель Курсов усовершенствования политсостава при Военно-морском политическом училище им. А. А. Жданова.
1948—1953 гг. — старший инструктор отдела по работе среди комсомольцев Главного политуправления ВМС.
1953—1955 гг. — слушатель Военно-политической академии им. В. И. Ленина.
1955—1958 гг.: с августа — заместитель начальника, с июня 1956 г. — начальник политотдела — заместитель по политчасти командира 51-й дивизии торпедных катеров Северного флота.
1958—1965 гг.: с января — начальник партийно-организационного отдела, затем — заместитель начальника Политуправления Северного флота.
1965—1975 гг.: с мая — инспектор, с сентября 1967 г. — старший инспектор Управления политорганов ВМФ Главного политуправления Советской армии и ВМФ; с декабря 1967 г. — старший инспектор по ВМФ Инспекции по политорганам видов Вооруженных сил Управления организационно-партийной работы Главного политуправления Советской армии и ВМФ.
С 24 мая 1971 г. — контр-адмирал.
1975—1981 гг. — член Военного совета — начальник Политуправления Черноморского флота.
С 29 октября 1976 г. — вице-адмирал.
Январь — сентябрь 1981 г. — ответственный секретарь партийной комиссии при Главном политуправлении Советской армии и ВМФ.
1981—1987 гг. — член Военного совета — начальник Политуправления ВМФ.
С 30 апреля 1982 г. — адмирал.
С 1987 г. — в отставке по болезни.
Май — ноябрь 1987 г. — военный консультант Группы генеральных инспекторов Министерства обороны СССР.
Скончался 2 ноября 1987 года. Похоронен на Кунцевском кладбище города Москвы.

## Награды

### СССР
- орден Октябрьской Революции (19??)
- два ордена Отечественной войны I степени (17.09.1944, 11.03.1985)
- два ордена Отечественной войны II степени (16.09.1943, 16.04.1945)
- три ордена Красной Звезды (05.02.1943, 1957, 19??)
- орден «За службу Родине в Вооружённых Силах СССР» III степени (19??)
- Медали СССР в т.ч:
  - «За отвагу» (25.01.1943)
  - «За боевые заслуги» (1952)
  - «За победу над Германией в Великой Отечественной войне 1941—1945 гг.»
  - «Ветеран Вооружённых Сил СССР»

### Иностранные награды
- орден Тудора Владимиреску 2 степени (Румыния)